# Sportskor

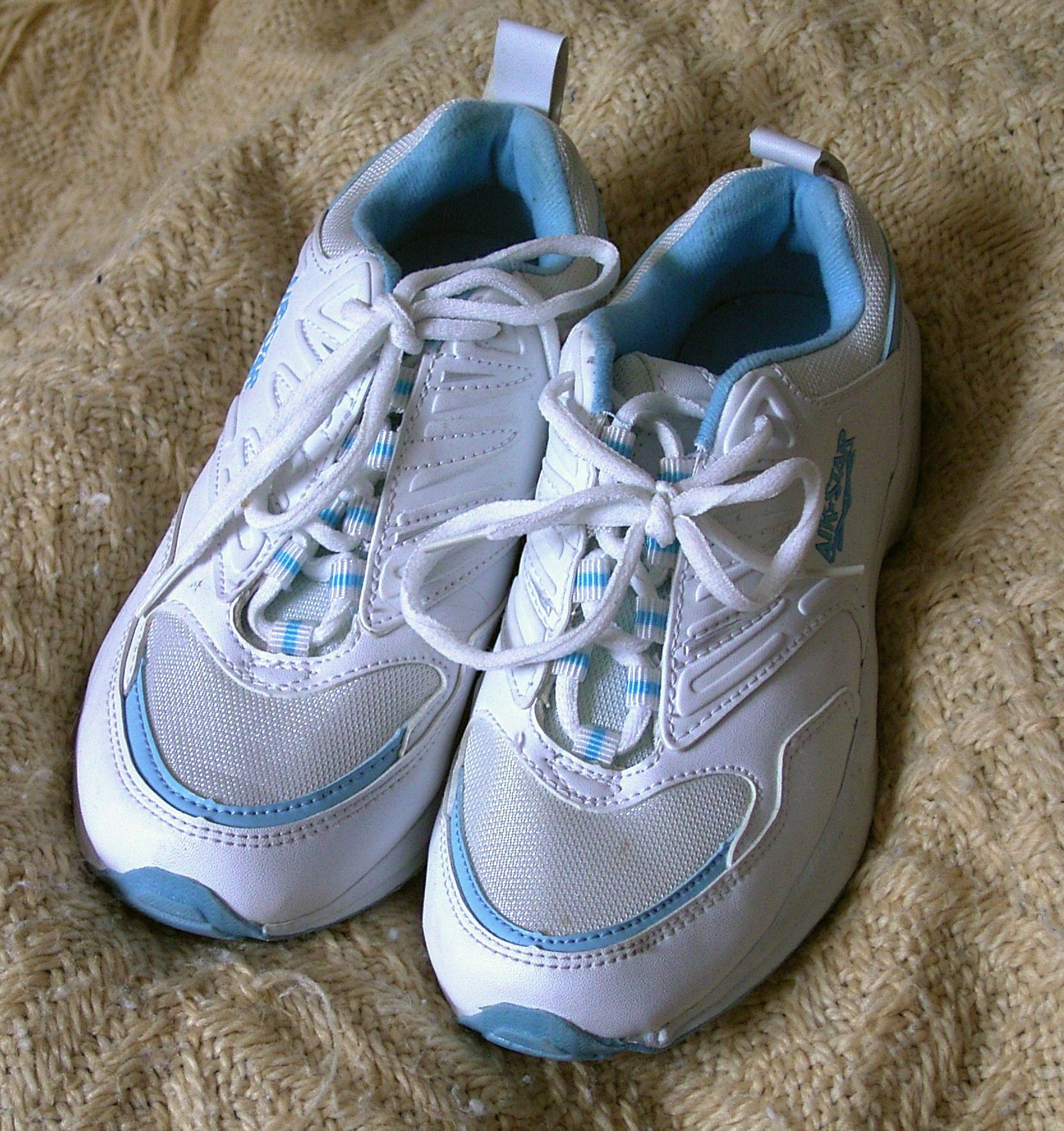
Sportskor.

Sportskor är olika typer av skor ägnade för sportliga aktiviteter. Fotbollsskor, basketskor, tennisskor, joggingskor- och löparskor är några exempel. Vissa sportskor är populära som fritidsskor eftersom de ofta är bekväma.